# Кутюр, Логан
Логан Кутюр (англ. Logan Couture; род. 28 марта 1989 года, в Гуэлфе, Онтарио, Канада) — канадский профессиональный хоккеист, центральный нападающий, выступающий за команду Национальной хоккейной лиги «Сан-Хосе Шаркс» в которой является капитаном. На период локаута в НХЛ являлся игроком клуба Швейцарской национальной лиги «Женева-Серветт».

## Игровая карьера
В мае 2005 года Кутюр был выбран на Драфте OHL под общим 12-м номером командой «Оттава 67». В своём первом сезоне в «Сиксти Севенс» Логан набрал 64 очка в 65 играх, став третьим по результативности после Джона Тавареса и Сергея Костицына. На следующий сезон Кутюр был выбран в список сборной OHL для участия в ADT Canada-Russia Challenge 2006, заменив Джордана Стаала. Он также был выбран на матч всех звёзд OHL и выиграл соревнование по стрельбе на точность. Логан завершил свой второй сезон в «Оттаве», набрав 78 очков в 54 матчах. Кутюр был выбран под общим 9-м номером на драфте НХЛ 2007 года командой «Сан-Хосе Шаркс».
В сезоне 2007–2008 Кутюр снизил свою результативность, набрав 58 очков в 51 матче. В 2008 году он снова был выбран для участия в матче всех звёзд OHL, но не смог принять участие в матче из-за травмы. В следующем сезоне Логан занял 9-е место в лиге по результативности, набрав 87 очков в 62 матчах.
25 октября 2009 года Кутюр дебютировал в НХЛ против «Филадельфии Флайерз». Свой первый гол в НХЛ он забил 5 ноября 2009 года в матче против «Детройт Ред Уингз». 22 апреля 2010 года Логан забил первые две шайбы в плей-офф против «Колорадо Эвеланш» в пятом матче серии плей-офф Кубок Стэнли.
Кутюр был частью успеха «Вустер Шаркс» в сезоне 2009–2010, забив 20 голов и отдав 33 передачи в 42 матчах. Он был лидером лиги по победным шайбам, отличившись 9 раз и по итогам сезона был выбран в сборную новичков АХЛ. Также Логан был выбран в стартовую пятёрку сборной Канады на матч всех звёзд АХЛ.
Кутюр закончил свой первый полный сезон в «Шаркс» с 32 голами (второй среди новичков) и 56 очками (также второй). По итогам сезона он был номинирован «Колдер Трофи».
26 августа 2011 года Логан Кутюр продлил контракт на 2 года, на сумму $5,75 млн до 2014 года.
В сезоне 2012/13 на период локаута Кутюр выступаk в клубе Швейцарской национальной лиги «Женева-Серветт».
В феврале 2014 года продлил контракт с «Акулами» на 5 лет на сумму $ 30 млн.
В сезоне 2015/16 «Сан-Хосе» дошёл до финала Кубка Стэнли, где уступил «Питтсбург Пингвинз» 2–4. Логан Кутюр стал лучшим бомбардиром плей-офф, набрав 30 очков в 24 играх.
По итогам регулярного сезона 2017/18 забросил 34 шайбы, установив личный рекорд и впервые став лучшим снайпером «Сан-Хосе».
В сезоне 2018/19 первый раз в карьере набрал 70 очков (27+43) за сезон в НХЛ, проведя 81 матч. В плей-офф в 20 матчах набрал 20 очков (14+6).
12 сентября 2019 года был назначен капитаном «Сан-Хосе Шаркс».
В сезоне 2023/2024 Кутюр начал бороться с лобковым остеитом, из-за чего он сыграл всего шесть матчей и пропустил большую часть сезона.
14 апреля 2025 года Кутюр объявил о завершении карьеры в НХЛ, сославшись на продолжающуюся борьбу с лобковым остеитом, хотя он продолжит оставаться в официальном списке активных игроков до конца своего контракта.

## Рекорды и достижения
- Рекорд НХЛ среди новичков по забитым победным голам на выезде — 7;[11]
- Рекорд «Сан-Хосе Шаркс» среди новичков по забитым шайбам — 32;[12]
- Первый игрок «Шаркс», забивший в первых двух сезонах 30 и более шайб;[13]
- Участник матча всех звёзд OHL 2007, 2008 и 2009 годов;
- Игрок недели OHL 16 марта 2009 года;[14]
- Новичок месяца НХЛ — Декабрь 2010 года;
- Капитан сборной новичков Матча всех звёзд НХЛ;
- Выбран в сборную новичков НХЛ 2011 года;
- Участник Матча всех звёзд НХЛ (2012);
- Обладатель Кубка мира (2016)

## Статистика
| Легенда | Легенда                    | Легенда | Легенда                   | Легенда | Легенда    |
| ------- | -------------------------- | ------- | ------------------------- | ------- | ---------- |
| И       | Количество проведённых игр | Штр     | Штрафное время            | +/−     | Плюс-минус |
| Г       | Голы                       | П       | Голевые передачи          | О       | Очки       |
| -       | Статистика неизвестна      | —       | Статистика не учитывалась |         |            |